# Järnvägsolyckan i Marhanets 2010

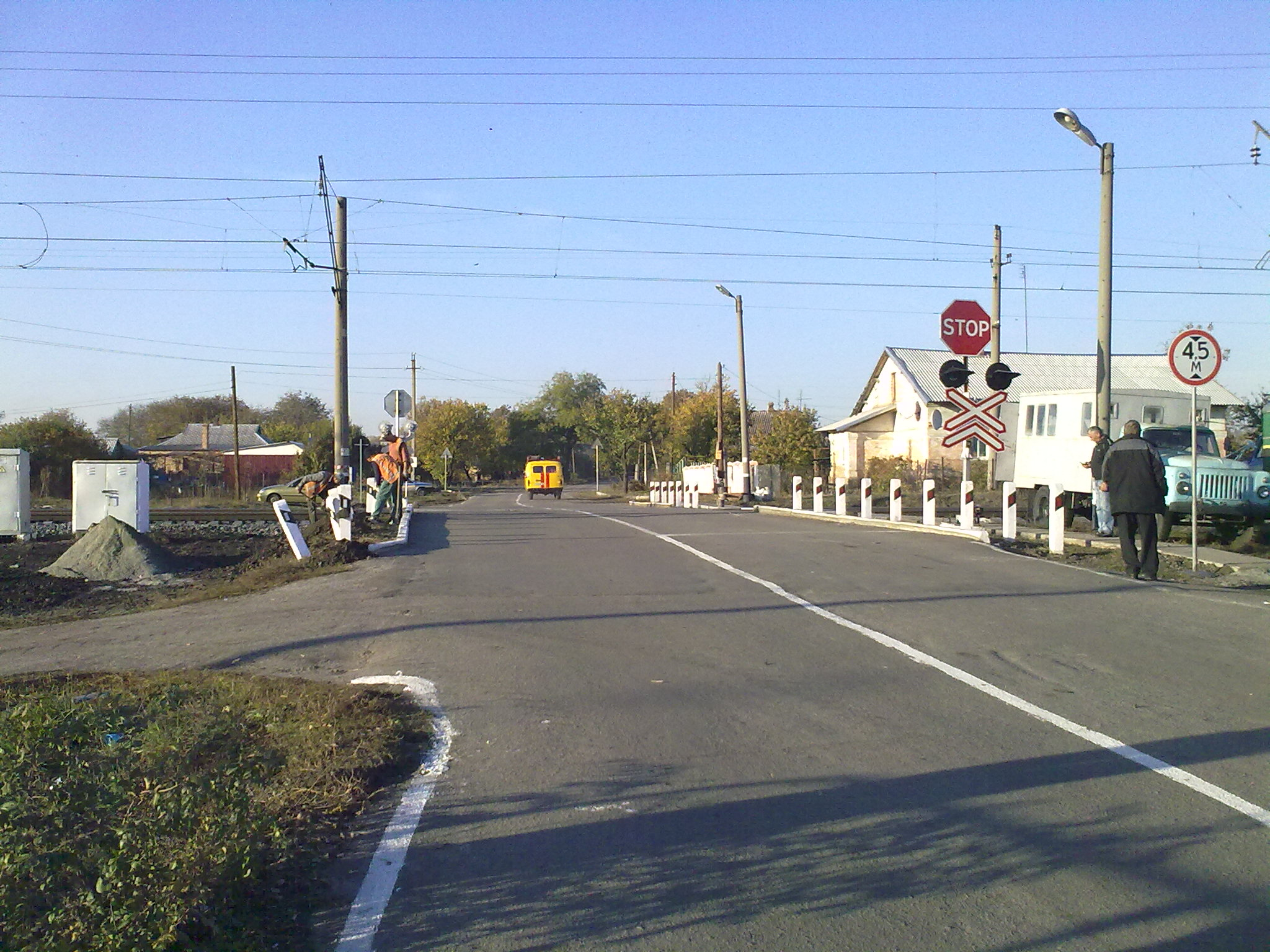
Järnvägskorsning nära Marhanets där olyckan ägde rum.

Järnvägsolyckan i Marhanets 2010 var en tåg- och busskollision som inträffade i den ukrainska staden Marhanets i Dnipropetrovsk oblast den 12 oktober 2010, då ett tåg kolliderade med en passagerarbuss vid en plankorsning. 43 personer rapporterades döda och nio skadade. Busschauffören, vars handlingar orsakade kollisionen, dog även han i olyckan. Kollisionen är den hittills värsta trafikolyckan i Ukrainas historia, sett till antalet dödsoffer.

## Olyckan

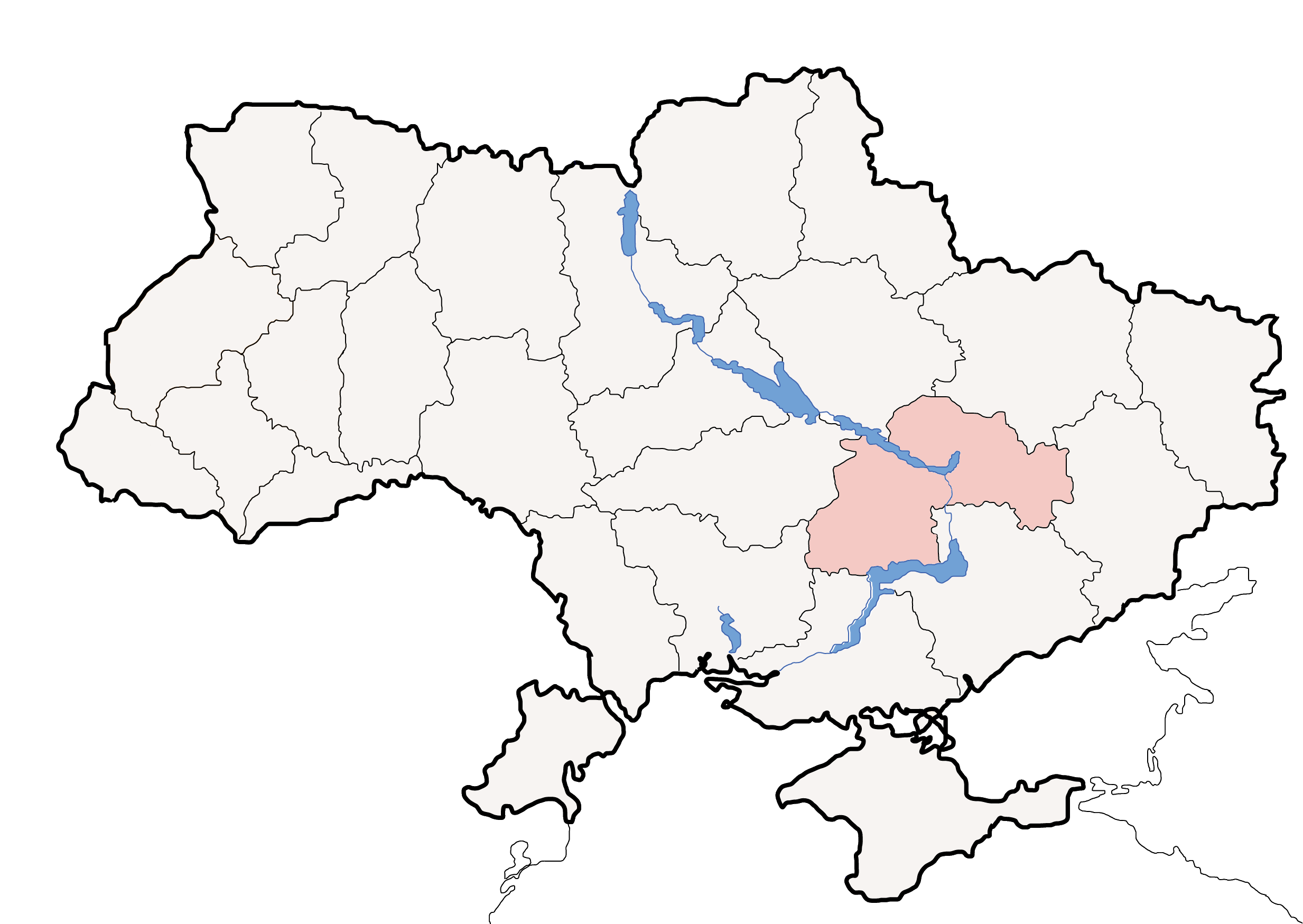
Dnipropetrovsk oblasts läge i Ukraina.

Kollisionen mellan en buss som transporterade cirka 50 passagerare och ett lokomotiv inträffade klockan 08:30 lokal tid vid en öppen järnvägsövergång. Av de som avled dog 38 direkt efter kraschen och de andra dog efter sviterna av sina skador på sjukhus.
Ukrzaliznytsias presstjänst meddelade att en preliminär teori till varför olyckan skedde var att bussföraren bröt mot trafikreglerna.

## Myndigheternas reaktioner
Ukrainas regering planerade att ge 100 000 Hryvnja till varje avliden person i kollisionens familj. Tjänstemän bekräftade att olyckan var den dödligaste trafikolyckan i landets historia.
President Viktor Janukovytj, som var på besök i regionen vid tiden, meddelade att den 13 oktober skulle bli en nationell sorgedag. Janukovitj efterfrågade även att en utredning av olyckan skulle utföras för att kunna bekräfta vem som stod ansvarig för olyckan. Vidare instruerade Janukovitj transporttjänstemän att installera automatiska grindar vid alla järnvägsövergångar för att förhindra bilar, bussar och lastbilar från att ignorera signalerna.
Väg och tågolyckor är vanliga i Ukraina, där vägar är i dåligt skick, dåligt underhållna fordon samt att förare och passagerare rutinmässigt bortser från säkerhets- och trafikregler.